# Явление природы
«Явле́ние приро́ды» — российский художественный фильм Александра Лунгина и Сергея Осипьяна по рассказам писателя Юрия Коваля («Четвёртый венец», «Гроза над картофельным полем», «Вода с закрытыми глазами»). Фильм снят на фотоаппарат «Canon EOS 5D Mark II», что было первым опытом в российском полнометражном кино. Премьера состоялась на 21-м Открытом российском кинофестивале «Кинотавр», где фильм был включён в конкурсную программу и получил приз за лучшую работу оператора. В прокат фильм не выходил, хотя в разное время был показан в нескольких киноклубах. В 2020 году фильм появился в онлайн-кинотеатре Okko.

## Сюжет
Уже осень, скоро холода, а москвич Юрий никак не решается уехать из деревни, хотя его подруга Алёна и друг Вадим уже давно намекают ему, что пора возвращаться в город. Юрию не сидится на месте, он ходит по деревне и окрестным лесам, ловит рыбу, встречает разных людей.
К Юрию за солью, сахаром и спичками заходит Женька, которого считают сумасшедшим. Женька строит в лесу дом, однако у него готовы только четыре венца. Женька обещает принести Юрию «кораблик» для ловли хариуса, но после так и не приходит. Вадим предполагает, что Женька рубит не дом, а баню, которую потом вывезет на машине и продаст. Юрий сам идёт к Женьке, который предлагает ему стать напарником и построить общий дом, в котором зимой можно будет сидеть и греться, а ночью смотреть на звёзды. Однако Юрий говорит, что скоро уезжает. На прощание Женька дарит Юрию мотоциклетную каску.
Вернувшись домой, Юрий узнаёт, что в его отсутствие Алёна и Вадим уже обсудили предстоящий отъезд. Он пытается завязать драку с Вадимом, а потом выносит из дома ружьё, но не стреляет, а снова уходит в поля, где пытается покончить с собой, вставив дуло ружья в рот, однако в итоге не стреляет. Ночью начинается дождь, Юрий пережидает его в шалаше на картофельном поле. К нему подходит мальчик, который ищет убежавшую овцу. Вскоре Юрий с мальчиком находят овцу и слышат чей-то крик. Кричит охотник, в товарища которого во время грозы попала молния, и теперь тот лежит без движения. Охотник и Юрий сначала засыпают товарища землёй, потом Юрий пытается делать ему искусственное дыхание, потом по совету мальчика Юрий водит по груди лежащего стволом ружья, который должен «забрать» электричество. Внезапно охотник приходит в себя. Все перебираются в шалаш и снова разводят костёр. За мальчиком приходит отец, который ругает его и говорит, что мать проплакала всю ночь.
Один из охотников говорит, что странности начались ещё утром предшествующего дня, когда в лесу они слышали, как им что-то кричит леший. В действительности кричал в лесу Юрий, который хотел разыграть охотников. На вопрос охотника, что же такое этот леший, Юрий отвечает: «Да так, явление природы». Начинается первый снег.

## В ролях
- Глеб Подгородинский — Юрий
- Ксения Кутепова — Алёна
- Михаил Палатник — Вадим
- Фёдор Лавров — Женька-сумасшедший
- Игорь Черневич — Натолий
- Александра Воробьёва — Нюрка
- Алена Смирнова — Пантелеевна
- Василий Фирсов — охотник

## Награды
- Сценарный конкурс «Вера, Надежда, Любовь»[6]
  - За лучший сценарий (Александр Лунгин, Сергей Осипьян)
- «Кинотавр», 2010 год:
  - За лучшую операторскую работу (Роман Васьянов)[4]

## Съёмки
Совместная режиссёрская работа над фильмом продолжалась около четырёх лет. Сценарий был написан за месяц, съёмки продлились 20 дней, постпродакшн занял три дня. Съёмки проходили в окрестностях города Кинешмы.
Создатели фильма изначально исходили из того что снимать его придётся быстро. Михаил Калатозишвили, которому показали сценарий, и фонд которого участвовал в финансировании картины, предлагал отложить постановку до тех пор, пока не удастся найти более серьёзное финансирование. Калатозишвили умер в начале съёмок фильма, и фильм посвящён его памяти.
Поскольку бюджет фильма был ограничен («снимали на свои деньги и на деньги наших друзей»), авторы не могли строить павильоны и снимать должны были в основном на натуре. Кроме того, не было денег на тележку, так что камера должна была быть в основном статичной. Сергей Осипьян предложил попробовать снимать на фотоаппарат. Оператор Роман Васьянов до этого не имел дело с фотоаппаратом Canon Mark II, однако попробовал и был доволен результатом. Сам фотоаппарат с полным комплектом съёмочной техники стоил около 100 тысяч рублей.
Ограничения при работе с фотоаппаратом были со съёмкой движения; с другой стороны, его преимущество состояло в том, что «за счёт большой плоскости негатива или матрицы возникает красивая перспектива пространства — и тональная, и по резкости. Передний план нерезкий, потом резкость… Хорошая визуальная глубина». По мнению Романа Васьянова, статичная камера для этого фильма была оптимальным решением.

## Отзывы
По мнению Дарьи Горячевой, хотя в основе сюжета лежат рассказы Юрия Коваля, «классической экранизацией „Явление природы“ не назовешь», «в большей степени лента заимствует дух прозы Коваля — его наивного героя и восторженное, почти детское, упоение природой».
Сергей Осипьян в интервью отметил, что основная проблема у главного героя — «с природой, которой он пытается признаться в любви, а она отвечает молчанием. Вступить в контакт с ней не получается… когда у него личный кризис, и он пытается защититься, растворившись в лесах и полях, она его не принимает».
В интервью кинопорталу RuData Александр Лунгин подтвердил наличие переклички фильма с классической советской картиной о кризисе среднего возраста «Полёты во сне и наяву», сказав, что «это был наш главный референс» и что «Явление природы» «во многом является парафразом этого фильма». Кроме того, в фильме есть цитата из фильма Калатозишвили «Дикое поле» в сцене, когда человека, в которого попала молния, закапывают в землю, хотя в остальном эти две работы непохожи друг на друга.